# Ixora namatanaica
Ixora namatanaica är en måreväxtart som beskrevs av Cornelis Eliza Bertus Bremekamp. Ixora namatanaica ingår i släktet Ixora och familjen måreväxter. Inga underarter finns listade i Catalogue of Life.